# 301e régiment d'artillerie
Pour les articles homonymes, voir 301e régiment.
Le 301e régiment d'artillerie est une unité de l'armée française créée en 1918 ayant participé à la Première et à la Seconde Guerre mondiale. 

## Création et différentes dénominations
- 1er mars 1918 : Création
- 26 mai 1919 : Dissous
- 1er janvier 1924 : recréation
- 1929 : Dissous
- 1939 : recréation
- 4 juin 1940 : Dissous
- 1959 : recréation
- 1970 : dissous

## Chef de corps
- 1918 : lieutenant-colonel Mahieu[1]

- 1939 : lieutenant-colonel Petitnicolas[2]
- 1939 : lieutenant-colonel Poirier[2]
- 1959 : chef d'escadron Juvet[3]
- 1961 : lieutenant-colonel Combes[3]
- 1963 : lieutenant-colonel Maragi[3]
- 1965 : lieutenant-colonel Chuzeville[3]
- 1967 : lieutenant-colonel Rey[3]

## Historique

### Première Guerre mondiale
Le 301e régiment d'artillerie lourde de réserve générale d'artillerie est créé le 1er mars 1918 par dédoublement du 101e régiment d'artillerie lourde. Il est composé de trois groupes hippomobiles armés de canons 155 de Bange puis de canons de 155 courts Schneider. Il est engagé sur le front de la Somme avant d'être dissout à la démobilisation le 26 mai 1919. 

### Entre-deux-guerres

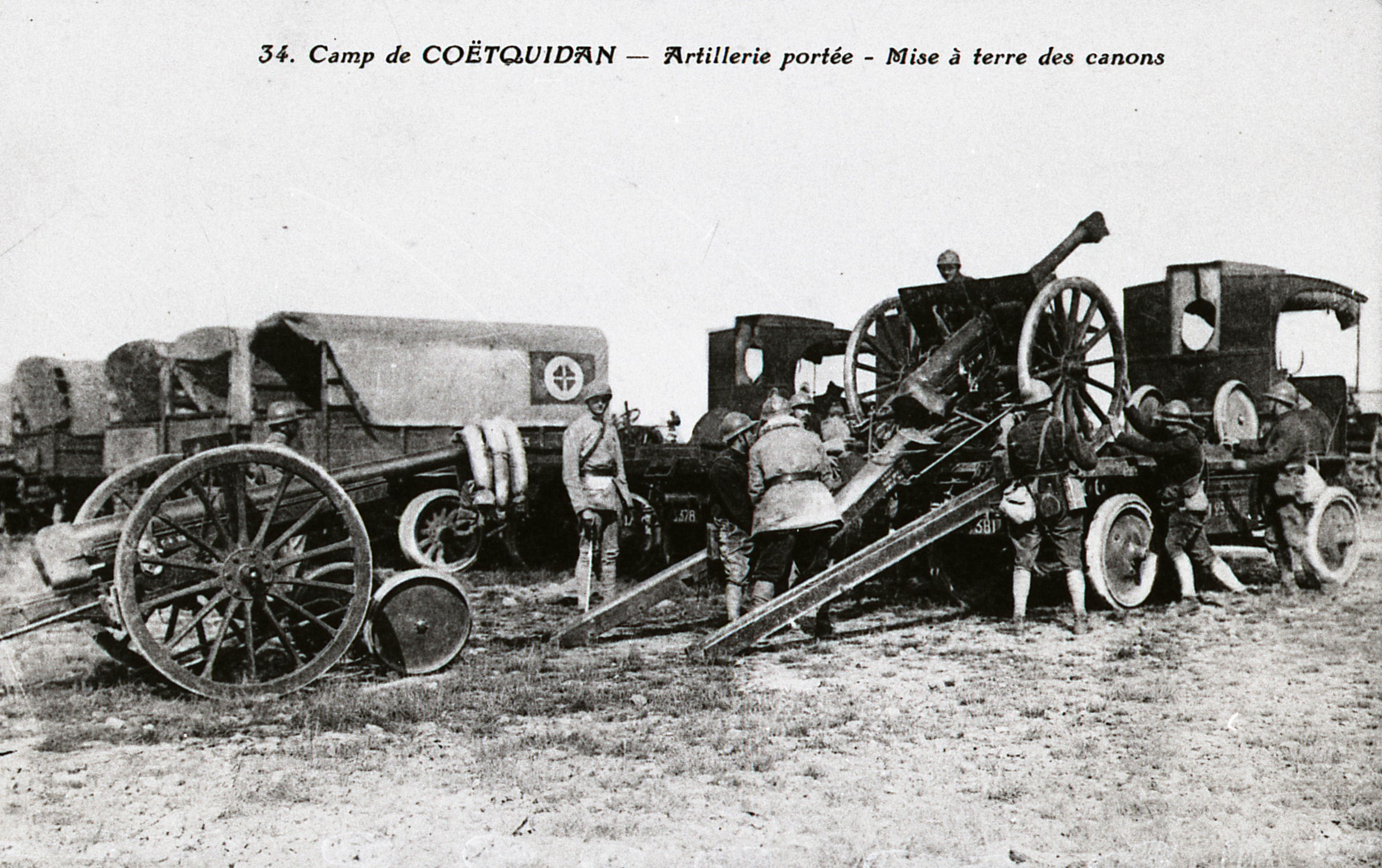
Canon de 75 porté sur Jeffery Quad du au camp de Coëtquidan dans les années 1920.

Il est recréé le 1er janvier 1924 sous la forme de régiment d'artillerie porté par transformation du 29e régiment d'artillerie de campagne portée. Rattaché au 1er corps d'armée et caserné à La Fère, le régiment est armé de canons de 75 portés sur Jeffery Quad. Rééquipé à partir de 1929 de tracteurs Citroën-Kégresse P10, il devient 301e régiment d'artillerie à tracteurs tous terrains (301e RATTT) le 1er avril 1930. Il est dissout le 15 avril 1935 pour former le 42e régiment d’artillerie divisionnaire de la 3e division d'infanterie motorisée. 

### Seconde Guerre mondiale
Le 301e régiment d'artillerie porté est recréé à la mobilisation en 1939 avec des réservistes et équipé de matériels anciens (trois groupes de canons de 75 portés). Il disparait le 4 juin à Dunkerque où la grande majorité du régiment est fait prisonnier. S'étant échappés, l'état-major et le IIe groupe rejoignent le 324e régiment d'artillerie tractée tous terrains créé le 25 mai.

### Après 1945
Il est recréé en 1959 à Rasttat sous le nom de 301e groupe d'artillerie puis rejoint Villingen. Il met en œuvre le missile sol-sol MGR-1 Honest John. En 1970, il devient le 50e régiment d'artillerie. 

## Étendard

Dessin du revers du drapeau du avec ses inscriptions.

L'étendard du 301e régiment d'artillerie porte les inscriptions, identiques à celle du 29e régiment d'artillerie, cousues en lettres d'or dans ses plis :
- Verdun 1916
- La Somme 1916
- Soissonnais 1918

Héritier des traditions du 29e régiment d'artillerie de campagne, le 301e RA a gardé la fourragère aux couleurs de la croix de guerre 1914-1918 gagnée par ce régiment.

## Insignes

### 301eRAP
L'insigne du 301e RAP et du 301e RATTT de l'entre-deux-guerres est un trèfle à quatre feuilles. On ne connait pas d'insigne au régiment recréé en 1939.

## Sources et bibliographie
- Historique du 301e Régiment d'Artillerie

#### Historique de groupes d'artillerie ayant formé le301erégiment d'artillerie lourde en 1918
- Historique du 3e groupe du 101e régiment d'artillerie lourde pendant la guerre 1914-1918, Nancy, Berger-Levrault, 20 p., lire en ligne sur Gallica
- Historique du 301e régiment d'artillerie lourde 2e groupe pendant la guerre 1914-1918, Nancy, Berger-Levrault, 16 p., lire en ligne sur Gallica
- Historique du 101e régiment d'artillerie lourde 4e groupe pendant la guerre 1914-1918, Nancy, Berger-Levrault, 15 p., lire en ligne sur Gallica